# Яромаське городище
Ярома́ське городи́ще — археологічна пам'ятка мазунинської культури III—V століть. Знаходиться за 2 км на північний захід від села Яромаска та за 2 км на південний схід від села Дулесово Сарапульського району Удмуртії, на правому березі річки Кама. Вважається, що пам'ятник належить предкам удмуртів.
Городище займає вузький мис висотою 32 м, вкритий лісом. Площа городища — 1,6 км². З напольного боку захищене системою з 4 валів висотою 0,2-1,5 м. Потужність культурного шару становить 0,3 м.
Археологічна пам'ятка була вперше досліджена О. А. Спіциним в 1888 році, потім її вивчали Л. О. Беркутов в 1911 році, С. В. Ошибкіна в 1954 році. В 1985 році О. А. Казанцева розкопала 180 м² культурного шару і знайшла залишки споруди, господарські ями та вогнища, а також фрагменти глиняних чаш з домішкою шамоти та мушель в тісті, без орнаменту або орнаментальних по верхній частині горизонтальними рядами ямок. Серед знайдений речей були кістяні наконечники стріл, кочедик, різноманітні заготовники, бусина з гірського кришталю, уламки тигля, глиняні антропоморфні зображення.